# Schwemsal
Schwemsal [ˈʃvɛmzaːl] ist ein Ortsteil der Gemeinde Muldestausee im Landkreis Anhalt-Bitterfeld in Sachsen-Anhalt. Zur Gemeinde gehörte der Ortsteil Schwerz.

## Geografie
Schwemsal liegt zwischen Leipzig und Wittenberg in der Dübener Heide.

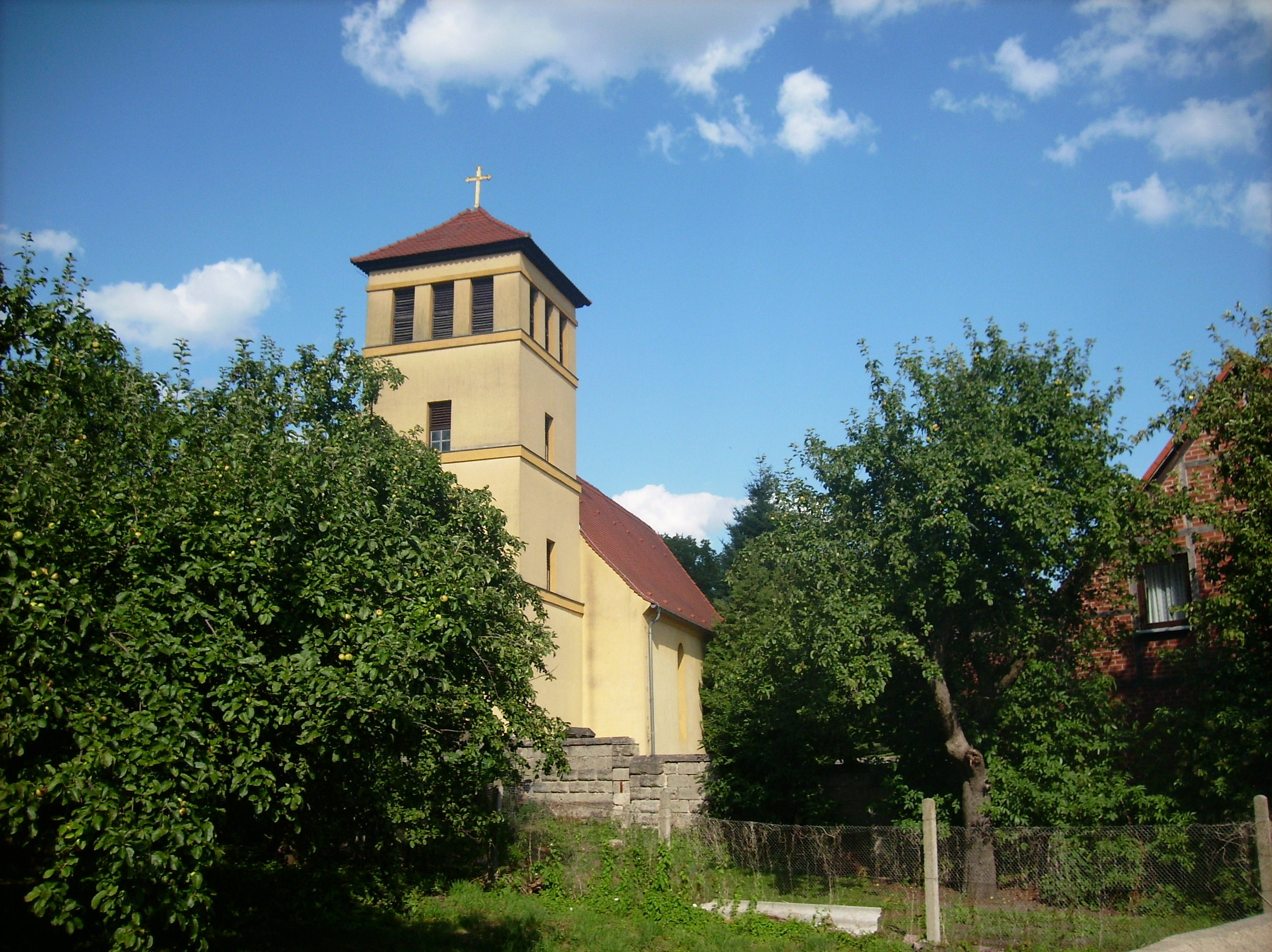
Kirche Schwemsal

## Geschichte
1394 wurde der Ort erstmals urkundlich erwähnt. In Schwerz befand sich das 1560 gegründete Alaunwerk „Gott meine Hoffnung“. Im Dreißigjährigen Krieg wurde der Ort und das Werk vollständig zerstört. Bei Schwemsal gab es ein königliches Alaunwerk, das 1822 aus neun Häusern mit 248 Bewohnern bestand.
Schwemsal und Schwerz gehörten bis 1815 zum kursächsischen Amt Düben. Durch die Beschlüsse des Wiener Kongresses kamen sie zu Preußen und wurden 1816 dem Kreis Bitterfeld im Regierungsbezirk Merseburg der Provinz Sachsen zugeteilt, zu dem sie bis 1944 gehörten.
Seit dem 1. Januar 2010 gehört die ehemals selbständige Gemeinde Schwemsal zur Einheitsgemeinde Muldestausee. Die ehemalige Gemeinde gehörte der Verwaltungsgemeinschaft Muldestausee-Schmerzbach an.

## Politik

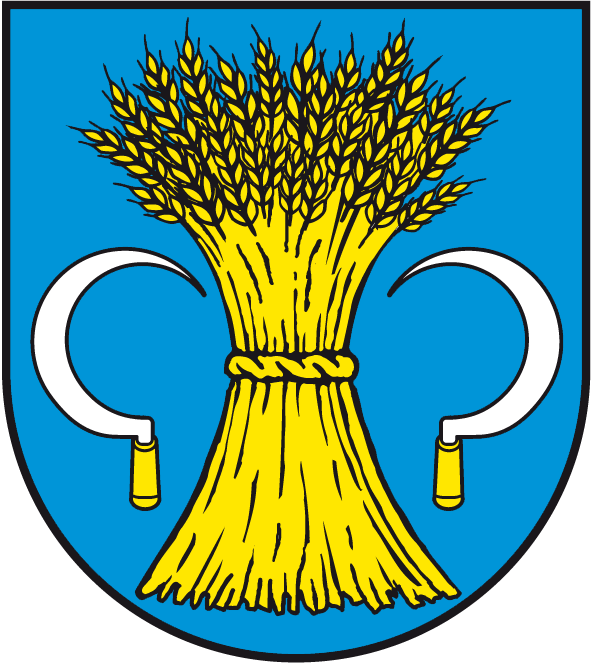
Wappen von Schwemsal

### Bürgermeister
Der letzte ehrenamtliche Bürgermeister Gottfried Weihe wurde am 12. Juni 1994 gewählt.

### Wappen
Blasonierung: „In Blau eine goldene gebundene Getreidegarbe, begleitet von zwei silbernen Sicheln mit goldenem Griff.“
Das Wappen wurde im Jahr 2000 vom Magdeburger Kommunalheraldiker Jörg Mantzsch gestaltet.

## Gedenkstätten
- Grabstätte auf dem Ortsfriedhof für einen namentlich bekannten Sowjetbürger, der während des Zweiten Weltkrieges nach Deutschland verschleppt und ein Opfer von Zwangsarbeit wurde

## Kultur und Sehenswürdigkeiten

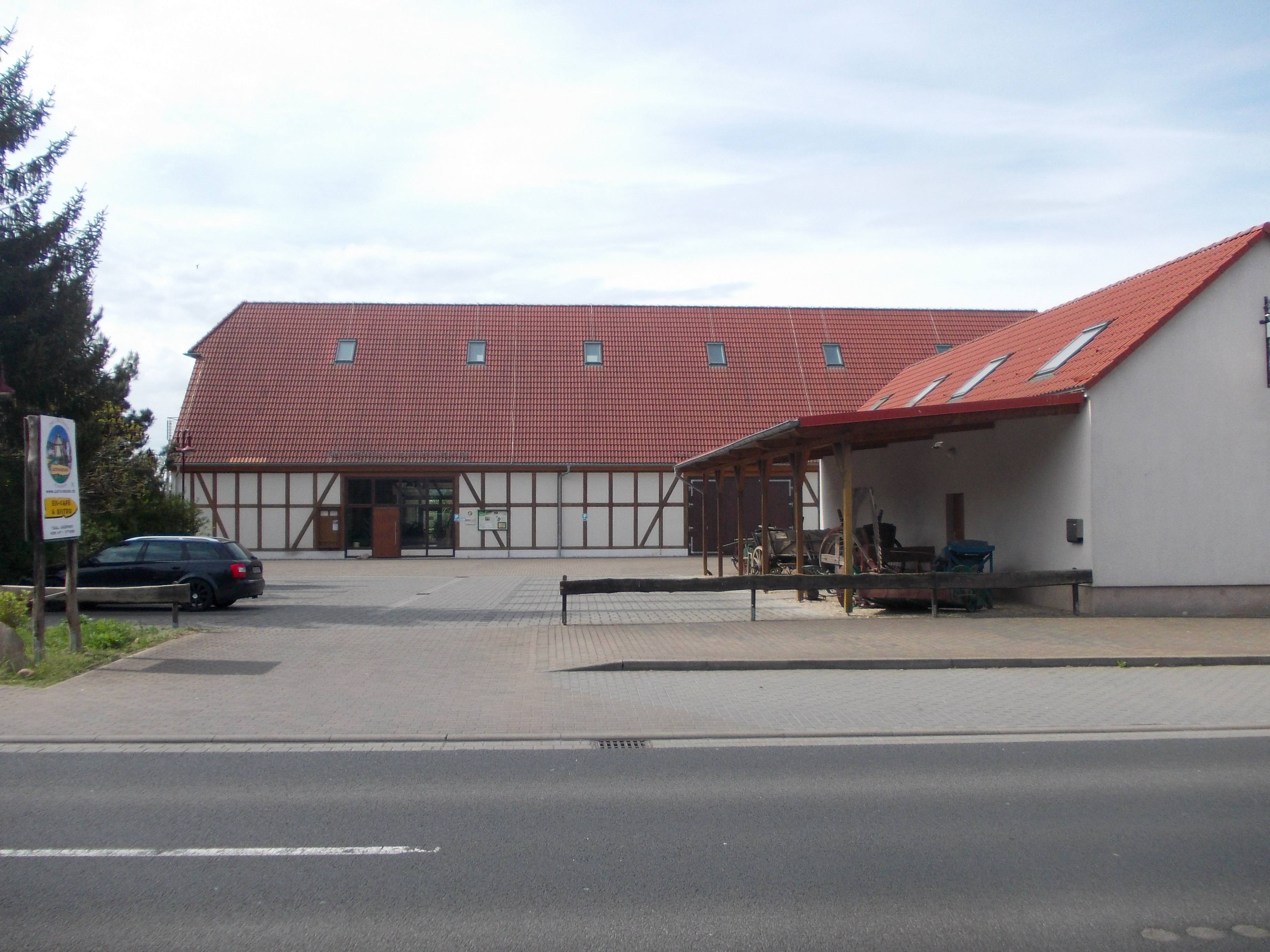
Gutsscheune

- Gutsscheune, im historischen Fachwerkstil im Jahre 2003 errichteter Veranstaltungsstätte
- Die Dorfkirche wurde 1768 neu errichtet, der Turm erfuhr bereits 1826 eine Erneuerung nach einer Standardvorlage von Karl Friedrich Schinkel, auch Außen- und Innensanierungen waren in den letzten Jahren erforderlich. In den Jahren 2013 und 2014 wurde der Altarbereich durch das Künstlerpaar Anja Quaschinsky und Till Hausmann neu gestaltet. Die Orgel des Orgelbauers  Wilhelm Rühlmann von 1890 ist seit der 2022 fertig gestellten Restaurierung wieder bespielbar.[6]

## Verkehr
Der Ort ist wichtiger Verkehrsknoten der Bundesstraße 183 von Bitterfeld-Wolfen nach Bad Düben und der Bundesstraße 107 (Gräfenhainichen – Bad Düben).

## Persönlichkeiten
- Peter Nikolaus von Gartenberg (1714–1786), sächsischer und polnischer Staatsmann
- Johann Friedrich Wilhelm von Charpentier (1738–1805), sächsischer Berghauptmann